# Жермен Катанга
Жерм́ен Катанга (фр. Germain Katanga, нар. 28 квітня 1978, Мамбаса, Східна Провінція, Заїр, Сімба) — колишній лідер Фронту Патріотичного Опору Ітурі (FRPI). 17 жовтня 2007, конгська влада видала його Міжнародному кримінальному суду, задля звинувачення за шістьма пунктами звинувачення у воєнних злочинах і трьома пунктами звинувачення у злочинах проти людяності. Звинувачення включають вбивство, сексуальне рабство та використання дітей, молодших за 15 років, для активної участі в бойових діях.
7 березня 2014 Міжнародний кримінальний суд визнав Катангу винним у п'яти воєнних злочинах та злочинах проти людяності, основною подією обвинувачення була різанина у лютого 2003 року в селі Богор в Демократичній Республіці Конго.

## Молодість та сім'я
Катанга народився 28 квітня 1978 року в Мамбасу, Східна Провінція, на північному сході Заїру (сучасна територія Демократичної Республіки Конго). Вважається, що він належить до нгітської етнічної групи. Одружений з Деніз Катанг, має двох дітей.

## Фронт Патріотичного Опору Ітурі

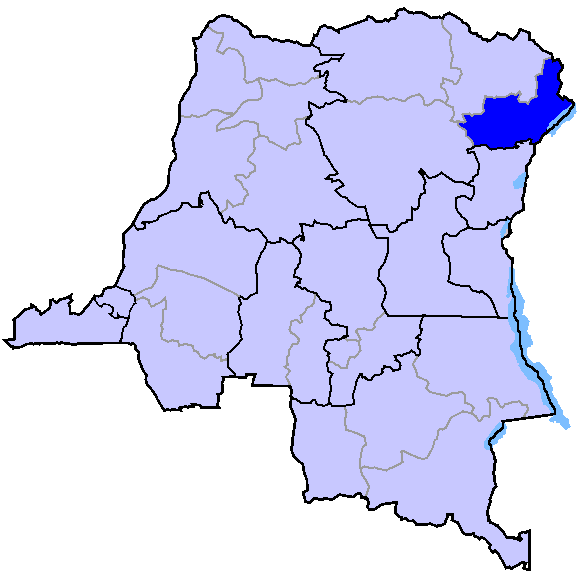
Розташування Ітурі на карті Демократичної Республіки Конго

На початку 2003 Катанга стає старшим командиром Фронту Патріотичного Опору Ітурі — мілітариської групи, яка брала участь в Ітурійському конфлікті. 24 лютого 2003, Катанга нібито організував напад на село Богор, в якому повстанці під його командуванням пішли на «невибіркові смертельні веселощі», загинуло щонайменше 200 цивільних, кімнати в'язниці були заповнені трупами та зґвалтованими жінками та дівчатками. Катанга також обвинувачувався у допомозі організації інших злочинів, в тому числі вбивства більш як 1200 цивільних осіб при нападі на Nyakunde Hospital у вересні 2002 року.
11 грудня 2004 Катанга став одним з шести колишніх керівників міліції, яких призначили на посади у Збройні Сили Демократичної Республіки Конго в рамках мирного процесу.
Був заарештований владою Конго на початку березня 2005 у зв'язку з вбивством дев'яти миротворців Організації Об'єднаний Націй в Ітурі 25 лютого 2005. Він не перебував під вартою до передачі Міжнародному кримінальному суду у жовтні 2007. 1 листопада 2005 Рада Безпеки ООН ввела заборону на поїздки та заморозила рахунки Катанги за порушення ембарго на постачання зброї.

## Процес у Міжнародному Кримінальному Суді
2 липня 2007 Палата попереднього провадження Міжнародного Кримінального Суду, вирішивши, що наявні достатні підстави вважати Катангу винним у вчинені воєнних злочинів та злочинів проти людяності під час нападу на Богор видала запечатаний ордер на його арешт. Йому було висунене звинувачення, яке складалось із шести пунктів звинувачення у воєнних злочинах (умисне вбивство, нелюдське та жорстоко поводження, використання дітей у віці до п'ятнадцяти років у активних військових діях, сексуальне рабство, напади на цивільних та грабежі) та трьох пунктах звинувачення у злочинах проти людяності (вбивство, нелюдські дії та сексуальне рабство).
17 жовтня 2007 влада Конго видала Катангу Міжнародному Кримінальному Суду. Він був доставлений в ізолятор суду в Гаазі. Катанга був другою людиною, яку добровільно видали суду з моменту його створення у 2002.
У лютому 2008 ще один підозрюваний у нападі на Богот, Метью Нгуджоло Чуі, був виданий суду та мав постати перед судом спільно з Катангою. Попередні слухання розпочались 27 червня 2008 та закінчились 26 вересня 2008 передачею частини звинувачень до Судової палати Суду.
Судовий процес розпочався 24 листопада 2009 року.

### Вирок
7 березня 2014 Міжнародний Кримінальний Суд визнав винним Жермена Катангу у п'яти злочинах проти людяності та воєнних злочинах під час різанини у лютому 2003 в селі Богор, Демократична Республіка Конґо.
В результаті різанини загинуло близько 200 цивільних, багато жінок було зґвалтовано та залучено до сексуального рабства. Катанга спочатку висувались звинувачення як непрямому співучаснику, однак пізніше він був визнаний винним у прямій співучасті. Суддя Христина ван ден Вінгарт, в окремій думці до вироку, зазначила, що цей процес є порушенням прав Катанги. Суд виправдав його за звинуваченням у сексуальному рабстві та використанні дітей-солдат у зв'язку з відсутність недостатньою доведеністю, зазначивши, що подібні злочини були можливими. Суд навів докази того, що Катанга займався постачанням зброї міліції, тим самим «підсилюючи ударну здатність міліції».
Інший обвинувачений, Метью Нгуджоло Чуі, був виправданий за аналогічними звинуваченнями у грудні 2012 за відсутністю доказів. Хоча початково Катангу та Чуі мали постати перед судом разом, у листопаді 2012 МКС розділив їх справи, аби дозволити прокурору зібрати більше доказів проти Катанги.
На окремому судовому засіданні Катанга був засуджений на строк до 30 років позбавлення волі. Прокурори та адвокати мають 30 днів на подачі апеляції.